# عشق عشق عشق (فیلم ۱۹۸۹)
عشق عشق عشق (انگلیسی: Love Love Love) یک فیلم درام-عاشقانه هندی محصول ۱۹۸۹ به کارگردانی و تهیه‌کنندگی بابار سوبهاش است. در این فیلم عامر خان، جوهی چاولا در یکی از اولین فیلم‌های مشترک‌شان بازی می‌کنند. همچنین گلشن گروور، رضا مراد، دالیپ تاهیل و اوم شیوپوری در نقش‌های فرعی بازی می‌کنند. داستان درباره دو جوان است که در دبیرستان عاشق یکدیگر می‌شوند، اما به دلیل محیط جنایی اطراف دختر نمی‌توانند به عشق خود پی ببرند. این فیلم، در باکس‌آفیس به طور متوسط فروشنده اعلام شد. این دومین فیلم زوج موفق عامرخان و جوهی چاولا پس از موفقیت فیلم از قیامت به قیامت آن‌ها بود.
اگر چه این فیلم با انتظارات اولین فیلم آن‌ها مطابقت نداشت، اما مورد استقبال تماشاگران قرار گرفت. این فیلم، بازسازی فیلم توف توربو محصول ۱۹۸۵ جیمز اسپیدر بود.

## خلاصه داستان
آمیت (عامر خان) مرد فقیری است که با پدر (دالیپ طاهیل)، نامادری و خواهرش زندگی می‌کند. او در کلوپ‌های شبانه با دوستانش وقت می‌گذراند و در دانشگاه درس می‌خواند. ریما (جوهی چاولا) دختری ثروتمند است. پدرش تاجر است و او در همان دبیرستان آمیت تحصیل می‌کند. ریما توسط گروه ویکی (گلشن گروور) احاطه شده است. ویکی پسر شهردار (رضا مراد)، مرد قدرتمندی است که با پدر ریما روابط تجاری دارد. ویکی یک مرد لوس، بی‌رحم و جنایتکار است. او فکر می‌کند که همه زیر دست او هستند و با همه آن‌گونه که صلاح می‌داند رفتار می‌کند. او یک مرد بیکار است. او وقت و پول خود را در کلوپ‌های شبانه می‌گذراند، مست می‌کند و با گروه تبهکارانش از مردم سوءاستفاده می‌کند. علاقه اصلی او ریما است و هر کسی را که با او برخورد می‌کند به راحتی می‌کشد. به‌زودی آمیت و ریما عاشق هم می‌شوند. وقتی ویکی متوجه این موضوع می‌شود، سعی می‌کند آمیت را بکشد. آمیت و ریما تسلیم نمی‌شوند. آن‌ها به طور مخفیانه یکدیگر را ملاقات می‌کنند، اما زمانی که ویکی یک بار دیگر متوجه این موضوع می‌شود، به پدرش روی می‌آورد. پدرش با پدر آمیت آشنا می‌شود و خانواده او را تهدید به کشتن می‌کند. او همچنین به ریما هشدار می‌دهد که اگر با ویکی ازدواج نکند، آمیت را می‌کشد. آمیت و ریما رابطه خود را قطع می‌کنند. آمیت قصد دارد شهر را ترک کند، اما از ملاقات ویکی و ریما که او را به جشن نامزدی خود دعوت می‌کنند، شگفت‌زده می‌شود. آمیت در این جشن شرکت می‌کند، جایی که او تحقیر ویکی و دوستانش را نسبت به خود احساس می‌کند. بعداً، هم آمیت و هم ریما در حالی که بقیه در حال رقصیدن هستند، از مهمانی فرار می‌کنند. ویکی به پدر آمیت شلیک می‌کند، اما او زنده می‌ماند. پدر ریما متوجه می‌شود که ویکی و پدرش چقدر بی‌رحم هستند. وقتی ویکی و پدرش، آمیت و ریما را می‌گیرند، پدر ریما، آمیت و ریما را نجات می‌دهد و ویکی و پدرش را می‌کشد. سرانجام آمیت و ریما دوباره با هم متحد می‌شوند.
۲۸ میلیون (معادل روپیه ۲۴۰ میلیون یا ۳/۴ میلیون در سال ۲۰۲۰)

## بازیگران
- عامر خان در نقش آمیت ورما
- جوهی چاولا در نقش ریما گوسوامی
- گلشن گروور در نقش ویکرام (ویکی)
- رضا مراد در نقش سودیر بای
- دالیپ طاهیل در نقش آقای ورما
- اوم شیوپوری در نقش آقای گوسوامی
- سارالا یولکار در نقش شانتی ورما
- چاندراسخار به عنوان مدیر کالج
- باب کریستو در نقش باب
- مانیک ایرانی در نقش گون

## موسیقی
این فیلم دارای ۶ آهنگ است که توسط باپی لاهیری آهنگساز پیشکسوت ساخته شده است. موسیقی فیلم از سبک دیسکو ایتالو دهه هشتاد و هنرمندان شناخته شده آن مانند مدرن تاکینگ، C. C. Catch و Pet Shop Boys الهام گرفته شده است.

## آهنگ‌ها
| نام آهنگ        | خواننده                  |
| --------------- | ------------------------ |
| "ما هستیم"      | ویجی بندیکت، آشا بوسل    |
| "دیسکو دندیا"   | ویجی بندیکت، آلیشا چینوی |
| "ما عاشق هستیم" | ویجی بندیکت، پارواتی خان |
| "روکو روکو تو"  | ویجی بندیکت              |
| "جینا های"      | ویجی بندیکت              |
| "بدون حروف"     | شبها جوشی                |